# Doroteu de Beritos
Doroteu de Beritos (en llatí Dorotheus, en grec Δωπόθεος) fou un jurista romà d'Orient amb rang de qüestor, professor de lleis a Beirut i un dels principals compiladors del Codi de Justinià.
Va ser convidat expressament per l'emperador Justinià I per compondre juntament amb Tribonià i Teòfil els anomenats Institutes o Institutiones. Fou un dels mestres als que es va dirigir la constitució Omnem que regulava el nou sistema d'educació jurídica (533). El 534 va compilar la segona edició del Codi de Justinià juntament amb Tribonià, Menna, Constantí, i Joannes, edició a la que es van afegir 50 normes i algunes modificacions necessàries per millorar-la. Alguns autors creuen que la versió grega de la Digesta es deu a aquest Doroteu, i també se li atribueix l'índex del Codi. Com a jurista es citen les seves aportacions sobre dret a la Basilica, una obra jurídica de Lleó VI el Filòsof que incorpora un gran nombre de lleis i constitucions (codis) anteriors.